# W50 핵탄두

W50 핵탄두의 실루엣

W50 핵탄두는 MGM-31 퍼싱 미사일에 사용되는 핵탄두이다.
2가지 버전이 존재하며(Mod 1, Mod 2) 3가지 폭발력이 존재한다.(Y1 60 kt, Y2 200 kt, Y3 400 kt).
- 직경 15.4 인치 (0.39 m)
- 길이 44 인치 (1.1 m)
- 무게 410 파운드 (190 kg)

W50은 1950년대 중후반의 체체 프라이머리 디자인을 사용하는 수소폭탄이다.
1963년부터 1965년까지 280발이 생산되었으며, 1973년 퇴역을 시작해 1991년 마지막 핵탄두가 퇴역했다.

## 같이 보기
- MGM-31 퍼싱
- 체체 프라이머리 디자인